# Jorge Vargas (futbolista)
Jorge Francisco Vargas Palacios (Santiago, Chile, 8 de febrero de 1976) es un entrenador y exfutbolista chileno que jugaba de defensa. Militó en diversos clubes de Chile, Italia y Austria.

## Trayectoria

### Como futbolista
Debutó en 1995 jugando por Huachipato, equipo al que llegó a préstamo desde Universidad Católica, club al cual regresa en 1996 sin mucha suerte, jugando tan sólo cinco partidos en dos años. En el Torneo Clausura de 1997 es enviado en calidad de préstamo a Coquimbo Unido, siendo el punto alto del equipo. En 1998 vuelve a Universidad Católica, consagrándose como titular con 16 partidos en 1998 y 38 partidos en 1999, convirtiéndose en figura y referente del club.
A fines de 1999 se transforma en jugador de la Reggina, de la Serie A de Italia, donde estuvo por cuatro años. En la temporada 2003-04 estuvo en el Empoli, sin evitar que su club descendiera. Con el pase en su poder fichó por un año en el Livorno. En la temporada 2006-07 consigue fichar por el Red Bull Salzburgo de Austria.
El 28 de julio de 2008, fue anunciado como nuevo jugador del Empoli, recientemente descendido a la Serie B Italiana. Tras ver como minutos de juego, en noviembre de 2009 se une al Spezia Calcio de la Serie C.
Tras una década jugando en el extranjero, en julio de 2010 regresa al fútbol chileno, fichando por San Luis de Quillota. En 2011, es anunciado como nuevo jugador de Deportes La Serena.

### Como entrenador
En 2016 inició su carrera como entrenador, dirigiendo las divisiones inferiores del Reggina. Después de dirigir el ASD Aurora Reggio y trabajar como ayudante técnico de Roberto Donadoni en el Shenzhen FC , en 2021 se convirtió en entrenador del Vigor Lamezia de la Eccellenza Calabria. Tras dejar Vigor Lamezia al fin de la temporada, el 30 de junio de 2022 fue presentado como el nuevo entrenador en jefe del club Pro Patria de la Serie C.

## Selección nacional
A niveles inferiores, jugó el Campeonato Sudamericano Sub-20 de 1995, donde clasificó en tercer lugar a la Copa Mundial de Fútbol Sub-20 de 1995, torneo en que Vargas fue convocado, donde Chile sería eliminado en primera ronda.
Por la Selección Chilena ha sido internacional Clase A 38 veces desde su debut ante Bolivia el 28 de abril de 1999, también en algunos partidos amistosos en 2006. A comienzos de 2007 logró llegar a ser el capitán de "La Roja". Pero la capitanía fue reemplazada por Jorge Valdivia.
En julio de 2007 fue castigado por la ANFP con 20 partidos de suspensión para vestir la camiseta de la selección adulta, por un escándalo llamado por la prensa de Chile como "Puerto Ordazo", consistente en celebraciones desmedidas por la clasificación a segunda ronda de la Copa América 2007. Tras ese escándalo, jamás volvió a la selección. Tampoco fue convocado después de ese incidente (Las fechas terminaban en el partido ante Turquía en el 2008)

### Participaciones en Copa América
| Torneo            | Sede      | Resultado        | PJ |
| ----------------- | --------- | ---------------- | -- |
| Copa América 1999 | Paraguay  | Cuarto lugar     | 4  |
| Copa América 2007 | Venezuela | Cuartos de final | 2  |

## Clubes

### Como jugador
| Club                      | País    | Año       |
| ------------------------- | ------- | --------- |
| Universidad Católica      | Chile   | 1995-1999 |
| → Huachipato (cedido)     | Chile   | 1995      |
| → Coquimbo Unido (cedido) | Chile   | 1997      |
| Reggina                   | Italia  | 1999-2003 |
| Empoli                    | Italia  | 2003-2004 |
| Livorno                   | Italia  | 2004-2006 |
| Red Bull Salzburg         | Austria | 2006-2008 |
| Empoli                    | Italia  | 2008-2009 |
| Spezia Calcio             | Italia  | 2009-2010 |
| San Luis de Quillota      | Chile   | 2010      |
| Deportes La Serena        | Chile   | 2011-2012 |

### Como entrenador
| Club                   | País   | Año       |
| ---------------------- | ------ | --------- |
| Aurora Reggio          | Italia | 2017-2018 |
| Vigor Lamezia          | Italia | 2021-2022 |
| Aurora Pro Patria 1919 | Italia | 2022-2023 |

## Palmarés

### Como jugador

#### Torneos nacionales
| Título           | Club                 | País    | Año     |
| ---------------- | -------------------- | ------- | ------- |
| Primera División | Universidad Católica | Chile   | 1997    |
| Bundesliga       | Red Bull Salzburgo   | Austria | 2006/07 |